# 테크노 폴리스 중흥S클래스
테크노 폴리스 중흥S클래스(영어: Technopolis Jungheung S-Class)는 대한민국 대구광역시 달성군 유가읍에 위치한 공동주택 단지다.